# Roman Startschenko
Roman Leonidowitsch Startschenko (russisch Роман Леонидович Старченко; * 12. Mai 1986 in Ust-Kamenogorsk, Kasachische SSR, Sowjetunion) ist ein kasachischer Eishockeyspieler, der seit 2008 bei Barys Astana/Nur-Sultan in der Kontinentalen Hockey-Liga unter Vertrag steht.

## Karriere
Roman Startschenko begann seine Karriere als Eishockeyspieler bei Barys Astana, für den er in der Saison 2003/04 sein Debüt in der Kasachischen Eishockeymeisterschaft gab. Daraufhin wechselte der Angreifer zu deren Ligarivalen Kaszink-Torpedo Ust-Kamenogorsk, mit dem er in den folgenden drei Jahren sowohl in der kasachischen Meisterschaft als auch der Wysschaja Liga und Perwaja Liga antrat. Mit seiner Mannschaft gewann er 2005 und 2007 jeweils die Kasachische Meisterschaft. Zur Saison 2008/09 wechselte Startschenko zu Barys Astana aus der neugegründeten Kontinentalen Hockey-Liga, für den er seither spielt.

### International
Für Kasachstan nahm Startschenko im Juniorenbereich an der Division 1 der U18-Junioren-Weltmeisterschaft 2004 sowie der Division I bei U20-Junioren-Weltmeisterschaften 2005 und 2006 teil.
Im Seniorenbereich stand er im Aufgebot seines Landes bei den Weltmeisterschaften der Division I 2008, 2009, 2011, 2013, 2015, 2017 und 2018 sowie bei den Weltmeisterschaften der Top-Division 2006, 2010, 2012, 2014, 2016 und 2019, als die Kasachen als Zehnter ihre bisher beste WM-Platzierung erreichten. Als Top-Scorer mit fünf Toren und zwei Vorlagen trug er 2013 maßgeblich zum sofortigen Wiederaufstieg der Kasachen in die Top-Division bei. Wichtig waren dabei insbesondere seine Tore zum 2:0 und 3:0 im entscheidenden Spiel gegen Italien. Auch 2015 trug er als Topscorer – gemeinsam mit seinen Landsleuten Kevin Dallman, Jewgeni Rymarew, Wadim Krasnoslobodzew und Konstantin Rudenko sowie dem Ungarn Andrew Sarauer – und Torschützenkönig des Turniers zum Aufstieg in die Topdivision auf. Zudem wurde er 2015 zum besten Stürmer und in das All-Star-Team gewählt und als wertvollster Spieler des Turniers und bester Spieler seiner Mannschaft ausgezeichnet. 2018 wurde er als Topscorer und Torschützenkönig des Turniers erneut in das All-Star-Team gewählt.
Darüber hinaus lief er für Kasachstan 2009 bei der Olympiaqualifikation für die Spiele in Vancouver 2010, 2013 bei der Olympiaqualifikation für die Spiele in Sotschi 2014, 2016 bei der Olympiaqualifikation für die Spiele in Pyeongchang 2018  und 2020 bei der Olympiaqualifikation für die Spiele in Peking auf. Bei den Winter-Asienspielen 2011 wurde er mit zehn Toren bester Torschütze und trug damit maßgeblich zum Titelgewinn seiner Mannschaft bei.

## Erfolge und Auszeichnungen
- 2005 Kasachischer Meister mit Kaszink-Torpedo Ust-Kamenogorsk
- 2007 Kasachischer Meister mit Kaszink-Torpedo Ust-Kamenogorsk
- 2019 KHL-Stürmer des Monats Dezember

### International
| - 2009 Aufstieg in die Top-Division bei der Weltmeisterschaft der Division I, Gruppe A - 2011 Goldmedaille bei den Winter-Asienspielen - 2011 Bester Torschütze der Winter-Asienspiele - 2011 Aufstieg in die Top-Division bei der Weltmeisterschaft der Division I, Gruppe B - 2013 Aufstieg in die Top-Division bei der Weltmeisterschaft der Division I, Gruppe A - 2013 Topscorer der Weltmeisterschaft der Division I, Gruppe A - 2013 All-Star-Team der Weltmeisterschaft der Division I, Gruppe A - 2015 Aufstieg in die Top-Division bei der Weltmeisterschaft der Division I, Gruppe A | - 2015 Wertvollster Spieler der Weltmeisterschaft der Division I, Gruppe A - 2015 Bester Stürmer der Weltmeisterschaft der Division I, Gruppe A - 2015 Topscorer der Weltmeisterschaft der Division I, Gruppe A - 2015 Bester Torschütze der Weltmeisterschaft der Division I, Gruppe A - 2015 All-Star-Team der Weltmeisterschaft der Division I, Gruppe A - 2018 Topscorer der Weltmeisterschaft der Division I, Gruppe A - 2018 Bester Torschütze der Weltmeisterschaft der Division I, Gruppe A - 2018 All-Star-Team der Weltmeisterschaft der Division I, Gruppe A |

## KHL-Statistik
(Stand: Ende der Saison 2020/21)